# سلیم جفافلیا
سلیم جفافلیا (انگلیسی: Salim Djefaflia؛ زادهٔ ۹ اکتبر ۱۹۷۸) بازیکن فوتبال اهل فرانسه است که در پست مهاجم بازی می‌کرد.
از باشگاه‌هایی که در آن بازی کرده‌است می‌توان به باشگاه فوتبال هولشتاین کیل، باشگاه ورزشی مون‌پلیه، و باشگاه فوتبال هانوفر ۹۶ اشاره کرد.